# Кызыл-Ай
Кызыл-Ай (кирг. Кызыл-Ай) — село в Базар-Коргонском районе Джалал-Абадской области Кыргызстана. Входит в состав Сайдыкумского айылного аймака.

## География
Село расположено в юго-восточной части области, на левом берегу реки Кара-Ункюр, на расстоянии приблизительно 2 километров (по прямой) к юго-западу от города Базар-Коргон, административного центра района. Абсолютная высота — 666 метров над уровнем моря.

## Население
Согласно оценочным данным Национального статистического комитета Кыргызской Республики, численность населения села на начало 2023 года составляла 5936 человек.
| год     | 2009 | 2014 | 2015 | 2020 | 2021 | 2023 |
| ------- | ---- | ---- | ---- | ---- | ---- | ---- |
| человек | 4591 | 4965 | 4513 | 5879 | 5846 | 5936 |